# 绝地潜兵2
《绝地潜兵2》是一款由Arrowhead Game Studios开发、索尼互动娱乐发行的第三人称射击游戏。该游戏是2015年发售的俯视角射击游戏《绝地潜兵》的续作。游戏于2024年2月8日面向PlayStation 5和Windows发布。该作获得了评论家的积极评价，发布后三天销量就达到了约100万份。总销量超过1500万份。

## 游戏玩法
与俯视角的前作《绝地潜兵》不同，《绝地潜兵2》是一款第三人称射击游戏。与前作类似，玩家可以选择战略配备，包括呼叫集束炸弹、岗哨机枪、护盾生成器或包含使用有限的特殊武器补给舱。友军误伤始终处于开启状态。游戏的装甲系统的灵感来自于对付装甲目标的真实武器。游戏最多支持四名玩家多人游戏，但不包含单人战役。它还支持PS5和Windows玩家之间的跨平台联机。在游戏发布的最初几天，游戏中有工作室人员对游玩体验进行实时的影响。
玩家可在游玩过程中赚取多种类型的游戏货币。“超级货币”可在任务期间获得或通过微交易购买。随着玩家获得经验和等级提升，可解锁在任务中使用的不同的武器和战略配备。玩家可以参加防御任务以抵御敌人入侵，或解放任务以夺回敌人占领的星球。通过完成任务，玩家还为行星的共同“解放”做出了贡献，这一比例显示在星系地图上。
游戏提供无限期的“战争债券”。战争债券可使用游戏内的虚拟货币“超级货币”购买。完成任务会获得“奖章”。至2025年6月，合计已发布了14个战争债券。

## 情节
《绝地潜兵2》的故事背景设定在22世纪，在一代“超级地球”（一个自称管理型民主的国家）对抗生化人（Cyborgs）、虫族（Terminids）和光能者（The Illuminate）胜利后的一个世纪。人类从光能者那里获取了超光速旅行技术，并通过此技术在“大民主化时期（the Great Democratization）”征服了银河系。人类还发现，虫子腐烂的尸体中含有一种独特且非常有价值的被称为E-710的资源，可用于超光速旅行。

## 开发与发行
2020年12月3日，Arrowhead Game Studios透露他们正在开发新作，预计将于PS5平台发布。该游戏被确定为是一款第三人称射击游戏。游戏开发使用了已停止支持的Autodesk Stingray游戏引擎（Bitsquid）。Arrowhead Game Studios创始人Johan Pilestedt 在社交媒体上证实，“游戏项目在Stingray停运之前就已经开始了，”并补充说，“我们疯狂的工程师不得不做所有事情，在没有支持的情况下来构建与其他引擎同等水平的游戏。
2021年9月13日，GeForce Now透露了《绝地潜兵2》的相关情报。2022年8月18日，Twitter上泄露了一段12秒的游戏视频，但随后被删除。
2023年5月24日，《绝地潜兵2》在PlayStation展会上宣布预计于2023年年内发售，2023年7月6日发布了游戏玩法的预告片。2023年7月30日，游戏因“血腥”和“强烈暴力”被ESRB评为M级。2023年9月14日，游戏在PlayStation State of Play活动中展示，活动期间该游戏的正式发布日期定为2024年2月8日。预订于2023年9月22日开始开放。2024年2月8日，游戏在 PlayStation Store和Steam上正式发售。
2025年7月3日，Arrowhead Game Studios在各大社媒宣布《绝地潜兵2》即将于同年8月26日登陆Xbox Series X/S主机，且Xbox版依然由索尼互動娛樂发行，为《MLB The Show》系列以后索尼互动娱乐第一款不受条约制限在竞争硬件平台发行的游戏。

## 反响
| 汇总媒体             | 得分                     |
| -------------------- | ------------------------ |
| Metacritic           | (PC) 83/100 (PS5) 82/100 |
| OpenCritic（推荐率） | 90%                      |

| 媒体           | 得分   |
| -------------- | ------ |
| Digital Trends | [ 29 ] |
| Eurogamer      | [ 30 ] |
| Game Informer  | 9/10   |
| GamesRadar+    | [ 32 ] |
| GameSpot       | 9/10   |
| HardcoreGamer  | [ 34 ] |
| IGN            | 9/10   |
| 新音乐快递     | [ 36 ] |
| PC Gamer美国   | 86/100 |
| Push Square    | [ 38 ] |
| Shacknews      | 8/10   |
| 衛報           | [ 40 ] |
| VideoGamer.com | 8/10   |
| Fami通         | 30/40  |

### 评论
根据评论汇总网站Metacritic的统计，《绝地潜兵2》获得了评论家的普遍好评。但由于服务器匹配等问题受到了负面评价。
Push Square的亚伦·贝恩（Aaron Bayne）称这款游戏是“一场狂欢，提供了一流的枪战”和“史诗的、电影般的体验，结合了目前最好的合作游戏玩法”，但他批评了游戏的匹配问题以及崩溃问题。
游戏一发售就引起了广泛兴趣，大量涌入的玩家导致服务器不堪重负，很多玩家在游戏发售的前两周无法登录游戏。对此在发售第三周开发商将服务器扩容至了能容纳70万玩家。除了不稳定和匹配问题之外，许多Steam用户还批评了游戏使用内核级反作弊措施，理由是隐私问题和浪费系统资源。由于游戏没有包含PVP玩法，许多玩家认为加入如此强度的反作弊措施有些过头了。对此游戏技术总监彼得·林格伦（Peter Lindgren）发表了一份声明，在为GameGuard辩护的同时试图处理玩家的担忧。
游戏的风格和内容常被与1997年的科幻动作电影《星艦戰將》相比较，两者都是政治讽刺喜剧。讲述了一个军国政府与大型虫族之间的战争。
美国陆军退伍军人兼记者的克莱·拜尔斯多弗（Clay Beyersdorfer）评论称：“《绝地潜兵2》受到欢迎，因为它没有美化战争，反而取笑战争。它没有试图让玩家感觉自己像是精英，它让你感觉自己就像是一台运行不畅的机器上的一个齿轮，并且正在走向错误的方向。”

### 销量
2024年2月11日，Arrowhead Games首席执行官约翰·皮莱斯特（Johan Pilestedt）宣布游戏售出约100万份。在取得初步成功后，Arrowhead Studios宣布扩大工作室规模并招聘更多开发人员来加快其发布后的内容。索尼表示游戏的成功远超他们的预期。
2024年2月24日，游戏估计已售出了300万份，成为PlayStation Network上最活跃的游戏，超过了《使命召唤：战区2.0》和《堡垒之夜》。2024年3月15日, 游戏估计已售出了800万份，并在Steam平台上有45万玩家同时在线游玩。至2024年5月5日，游戏已售出1200万份。至2024年11月，游戏销量超过了1500万。

### 争议
2024年5月3日，官方宣布从2024年5月6日起所有Steam新玩家都必须将自己的Steam账户绑定至PlayStation Network账户。由于Steam用户地区远多于开通PSN服务的地区，此举会造成不少地区的Steam玩家将无法正常进行游戏；故此举受到大量玩家的批评。Arrowhead的总监发表了声明，向玩家表示歉意，并表示这是索尼的决定。截至2024年5月6日，游戏在Steam商店已收到了超过20万份差评轰炸。同日晚些时候，索尼宣布撤回强制Steam版《絕地戰兵2》玩家绑定PSN账号的决定。

### 获奖
| 年份 | 奖项                   | 类别                                                      | 结果         | 参考资料      |
| ---- | ---------------------- | --------------------------------------------------------- | ------------ | ------------- |
| 2024 | 金摇杆奖               | 终极年度游戏                                              | 提名         | [ 64 ] [ 65 ] |
| 2024 | 金摇杆奖               | 最佳多人游戏                                              | 獲獎         | [ 64 ] [ 65 ] |
| 2024 | 金摇杆奖               | 年度家用机游戏                                            | 獲獎         | [ 64 ] [ 65 ] |
| 2024 | 金摇杆奖               | 最佳预告片                                                | 獲獎         | [ 64 ] [ 65 ] |
| 2024 | 金摇杆奖               | 评论者选择奖                                              | 獲獎         | [ 64 ] [ 65 ] |
| 2024 | 游戏大奖               | 最佳运营游戏                                              | 獲獎         | [ 66 ]        |
| 2024 | 游戏大奖               | 最佳社区支持                                              | 提名         | [ 66 ]        |
| 2024 | 游戏大奖               | 最佳动作游戏                                              | 提名         | [ 66 ]        |
| 2024 | 游戏大奖               | 最佳多人游戏                                              | 獲獎         | [ 66 ]        |
| 2024 | Steam大奖              | 年度游戏                                                  | 提名         | [ 67 ]        |
| 2024 | Steam大奖              | 独乐乐不如众乐乐                                          | 獲獎         | [ 67 ]        |
| 2024 | Steam大奖              | 最佳创意玩法                                              | 提名         | [ 67 ]        |
| 2025 | 第28届D.I.C.E.大奖     | 年度游戏                                                  | 提名         | [ 68 ] [ 69 ] |
| 2025 | 第28届D.I.C.E.大奖     | 年度动作游戏                                              | 獲獎         | [ 68 ] [ 69 ] |
| 2025 | 第28届D.I.C.E.大奖     | 年度网络游戏                                              | 獲獎         | [ 68 ] [ 69 ] |
| 2025 | 第28届D.I.C.E.大奖     | 游戏设计杰出成就奖                                        | 提名         | [ 68 ] [ 69 ] |
| 2025 | 第28届D.I.C.E.大奖     | 音乐设计杰出成就奖                                        | 獲獎         | [ 68 ] [ 69 ] |
| 2025 | 第28届D.I.C.E.大奖     | 原创作曲杰出成就奖                                        | 獲獎         | [ 68 ] [ 69 ] |
| 2025 | 游戏音频网络协会奖     | 最佳混音                                                  | 提名         | [ 70 ]        |
| 2025 | 游戏音频网络协会奖     | 最佳游戏预告片音频                                        | 獲獎         | [ 70 ]        |
| 2025 | 游戏音频网络协会奖     | 最佳主题曲                                                | 獲獎         | [ 70 ]        |
| 2025 | 游戏音频网络协会奖     | 最佳原创歌曲（《超级地球国歌》）                          | 提名         | [ 70 ]        |
| 2025 | 游戏音频网络协会奖     | 最佳原声专辑                                              | 提名         | [ 70 ]        |
| 2025 | 游戏音频网络协会奖     | 音乐的创意及技术成就奖                                    | 提名         | [ 70 ]        |
| 2025 | 游戏音频网络协会奖     | 声音设计的创意和技术成就                                  | 提名         | [ 70 ]        |
| 2025 | 游戏音频网络协会奖     | 年度音乐                                                  | 提名         | [ 70 ]        |
| 2025 | 游戏音频网络协会奖     | 年度声音设计                                              | 提名         | [ 70 ]        |
| 2025 | 第25届游戏开发者选择奖 | 年度最佳游戏                                              | 提名         | [ 71 ]        |
| 2025 | 第25届游戏开发者选择奖 | 最佳技术                                                  | 提名         | [ 71 ]        |
| 2025 | 第25届游戏开发者选择奖 | 最佳设计                                                  | 入圍短名單   | [ 71 ]        |
| 2025 | 第25届游戏开发者选择奖 | 创新奖                                                    | 入圍短名單   | [ 71 ]        |
| 2025 | 2024年度 NAVGTR奖      | 艺术指导（当代）                                          | 獲獎         | [ 72 ]        |
| 2025 | 2024年度 NAVGTR奖      | 喜剧表演，配角 （克雷格·李·托马斯饰演的“超级地球代言人”） | 獲獎         | [ 72 ]        |
| 2025 | 2024年度 NAVGTR奖      | 音效                                                      | 獲獎         | [ 72 ]        |
| 2025 | 第21届英国学院游戏奖   | 最佳游戏                                                  | 提名         | [ 73 ]        |
| 2025 | 第21届英国学院游戏奖   | 动画                                                      | 提名         | [ 73 ]        |
| 2025 | 第21届英国学院游戏奖   | 音频成就奖                                                | 提名         | [ 73 ]        |
| 2025 | 第21届英国学院游戏奖   | 游戏设计                                                  | 提名         | [ 73 ]        |
| 2025 | 第21届英国学院游戏奖   | 多人游戏                                                  | 獲獎         | [ 73 ]        |
| 2025 | 第21届英国学院游戏奖   | 音乐                                                      | 獲獎         | [ 73 ]        |
| 2025 | 第21届英国学院游戏奖   | 叙事                                                      | 入圍初选名单 | [ 73 ]        |
| 2025 | 第21届英国学院游戏奖   | 技术成就奖                                                | 入圍初选名单 | [ 73 ]        |
| 2025 | 第21届英国学院游戏奖   | 配角（克雷格·李·托马斯饰演的“超级地球代言人”）            | 入圍初选名单 | [ 73 ]        |